# Улица Лиелирбес
Улица Ли́елирбес (латыш. Lielirbes iela) — магистральная улица городского значения в Земгальском предместье города Риги. Начинается от развилки с улицей Калнциема у виадука близ станции Засулаукс, пролегает в юго-западном направлении и заканчивается развязкой с Карля Улманя гатве (A10) у городской черты.
Начало улицы (до перекрёстка с улицей Вентспилс) служит границей исторических районов Шампетерис и Плескодале; дальнейшая часть улицы полностью проходит по району Плескодале.

## История
Улица была запроектирована ещё в генплане Риги 1937 года. Фактически проложена в конце 1960-х годов при реконструкции магистрали, ведущей из центра города в Юрмалу. Название Лиелирбес, в честь старинного ливского села Лиелирбе, присвоено в 1978 году. Переименований улицы не было.

## Транспорт
Улица Лиелирбес полностью асфальтирована, на всём протяжении имеет две проезжие части, по 2-3 полосы в каждом направлении, разделённые зелёной зоной. Общая длина улицы составляет 1897 метров.
По улице проходит несколько маршрутов автобуса.

## Застройка
- В начале улицы, при развилке с улицей Калнциема, находится гостиница Rixwell Elefant Hotel (ул. Калнциема, 90).
- Дом № 9 — бывшее здание заводоуправления пистонного и патронного завода Селье и Белло (1889, архитектор Франц Сигизмунд фон Лесель).
- Дома № 11...17a — 32-этажный жилой комплекс «Panorama Plaza» с одноимённым торговым центром.
- Дом № 27 — развлекательный центр «Bowlero».
- Дом № 29 — торговый центр «Spice».

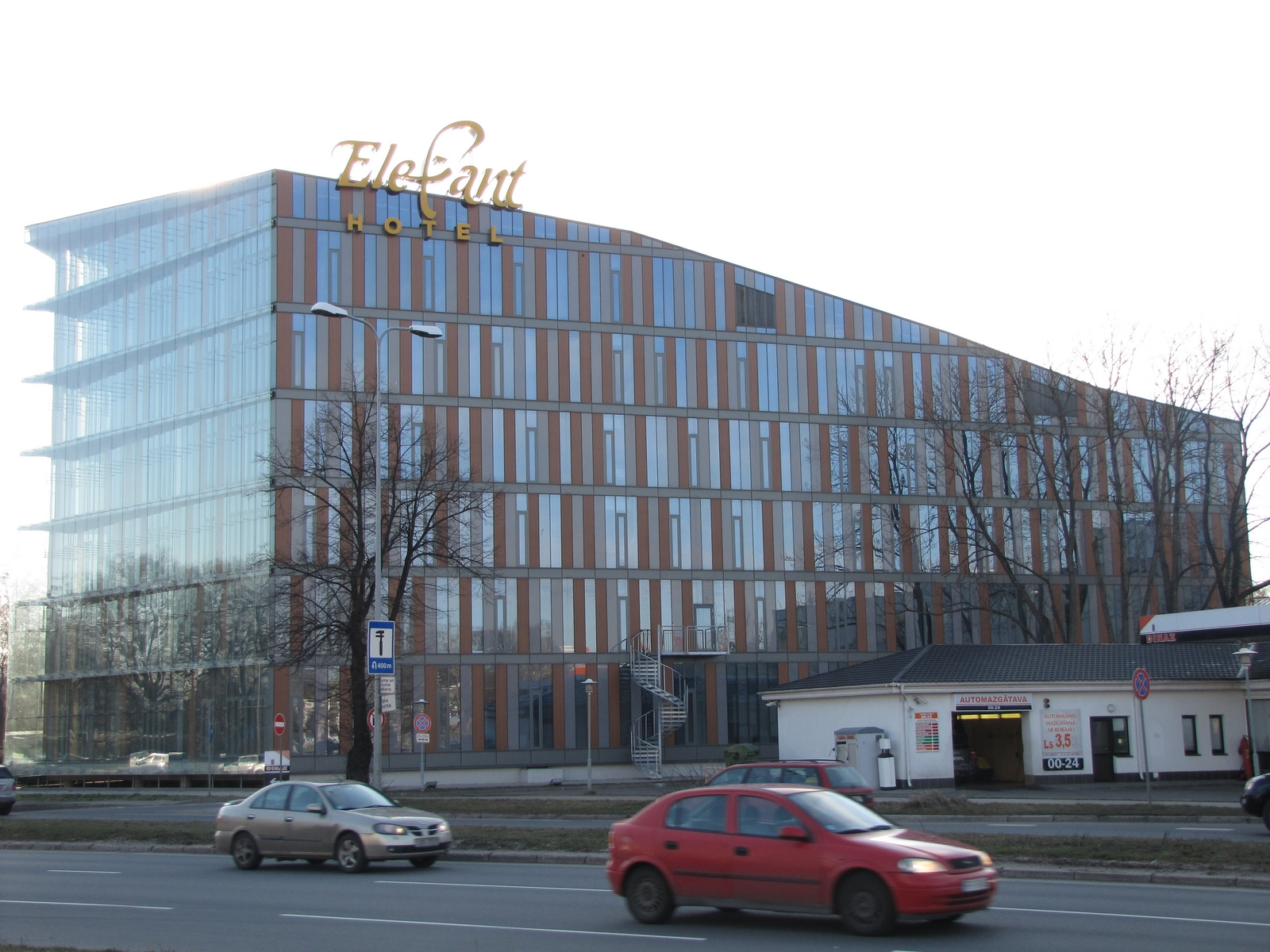
Rixwell Elefant Hotel
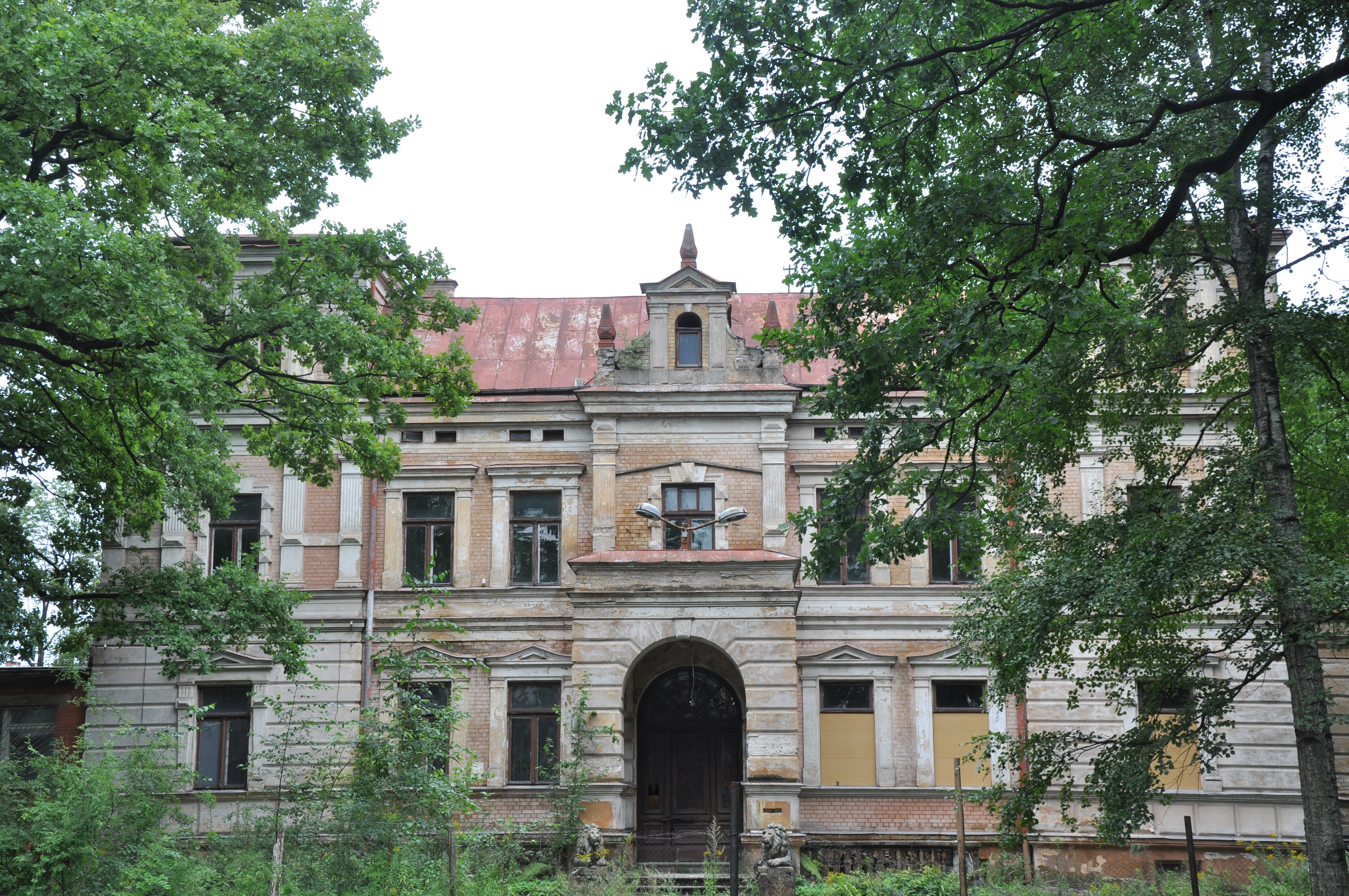
Дом № 9
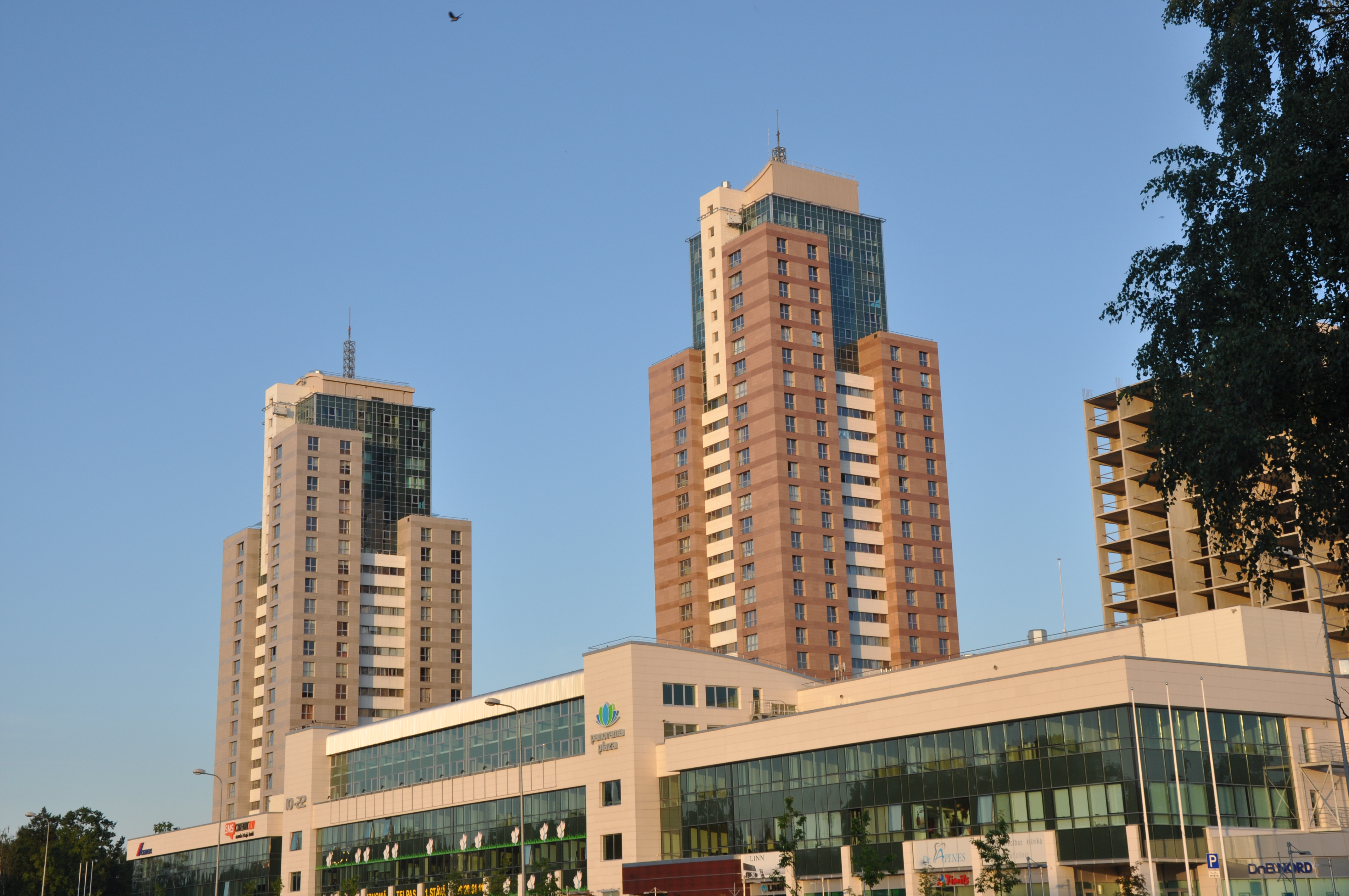
Panorama Plaza, фото 2011 г.
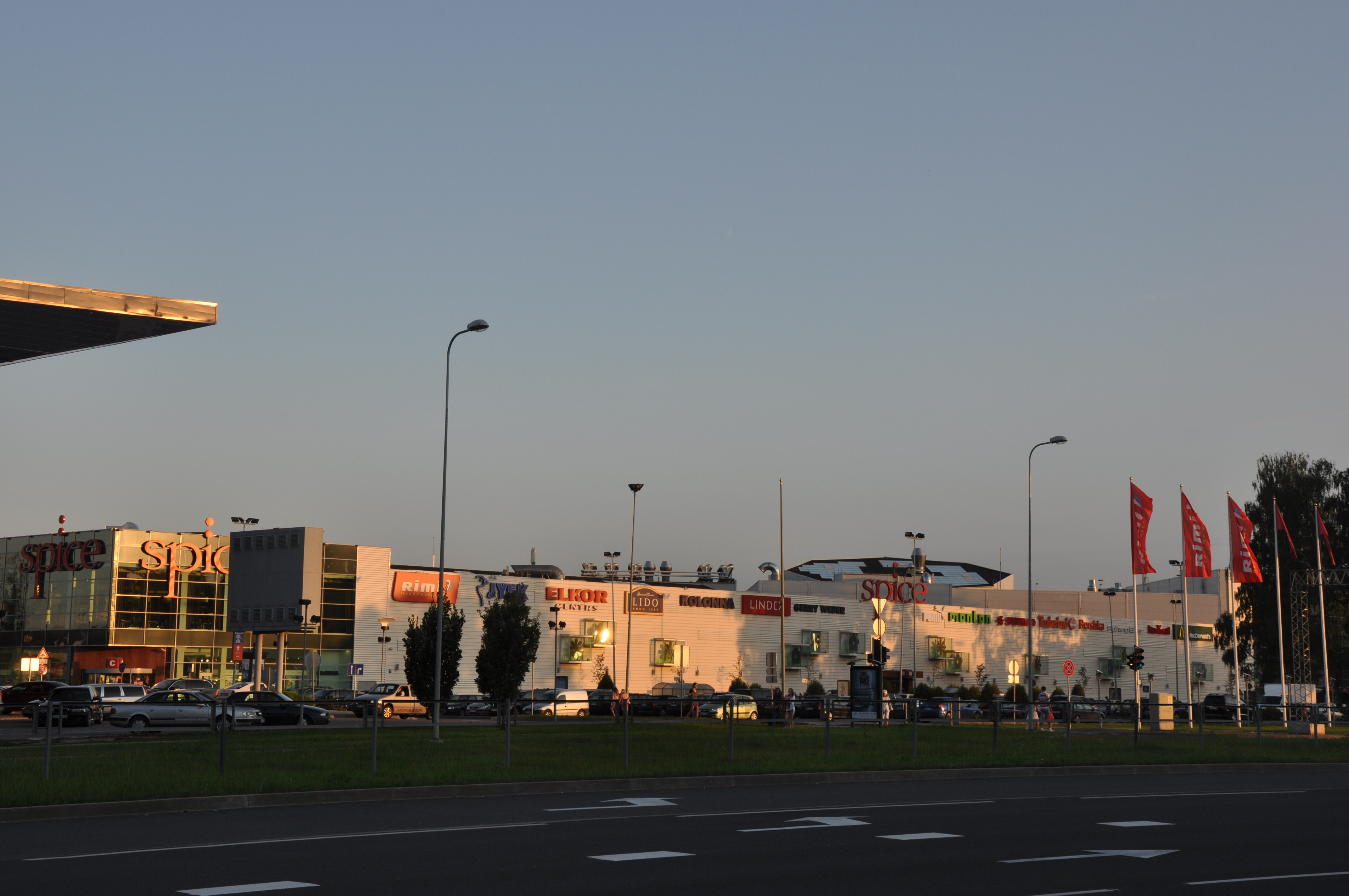
Торговый центр Spice

## Прилегающие улицы
Улица Лиелирбес пересекается со следующими улицами:
- улица Калнциема
- улица Каугуру
- улица Фридриха Цандера
- улица Вентспилс
- улица Вентас
- улица Вандзенес
- улица Самнера Велса
- улица Ремтес
- Карля Улманя гатве